# 인화 알루미늄
인화 알루미늄(Aluminium phosphide)은 화학식 AIP를 갖는 독성이 높은 무기 화합물이다. 폭이 넓은 띠틈 반도체와 훈증으로서 사용된다. 이 무색의 고체는 보통 회색-녹색-노란색의 가루 형태로 판매되며, 이는 가수분해와 산화로부터 발생하는 불순물의 존재에 기인한다.

## 속성
인화 알루미늄은 물이나 산과 반응하여 포스핀을 방출한다.
AlP + 3 H2O → Al(OH)3 + PH3
AlP + 3 H+ → Al3+ + PH3

## 준비
4Al + P4 → 4AlP